# Гарабогаз
Гарабогаз (туркм. Garabogaz; прежнее название — Бекдаш) — город в Туркменбашийском этрапе Балканского велаята Туркменистана, порт на Каспийском море. Население — 7300 жителей (1991).

## Географическое положение
Южная часть города стоит на берегу бухты Бекдаш, где прилегает к порту Гарабогаз. Напротив Гарабогаза лежит остров Кара-Ада.

## История
7 декабря 1963 года населённый пункт Бекдаш был отнесён к категории рабочих посёлков, при этом в его состав были включены посёлок городского типа Северных промыслов озера № 6 и населённый пункт Омра-Ата. 9 августа 2002 года получил статус города и нынешнее название — Гарабогаз.
В 2016 году, с учётом малочисленности населения города, был изменён его правовой статус, и он вошёл в состав Туркменбашийского этрапа.

## Экономика

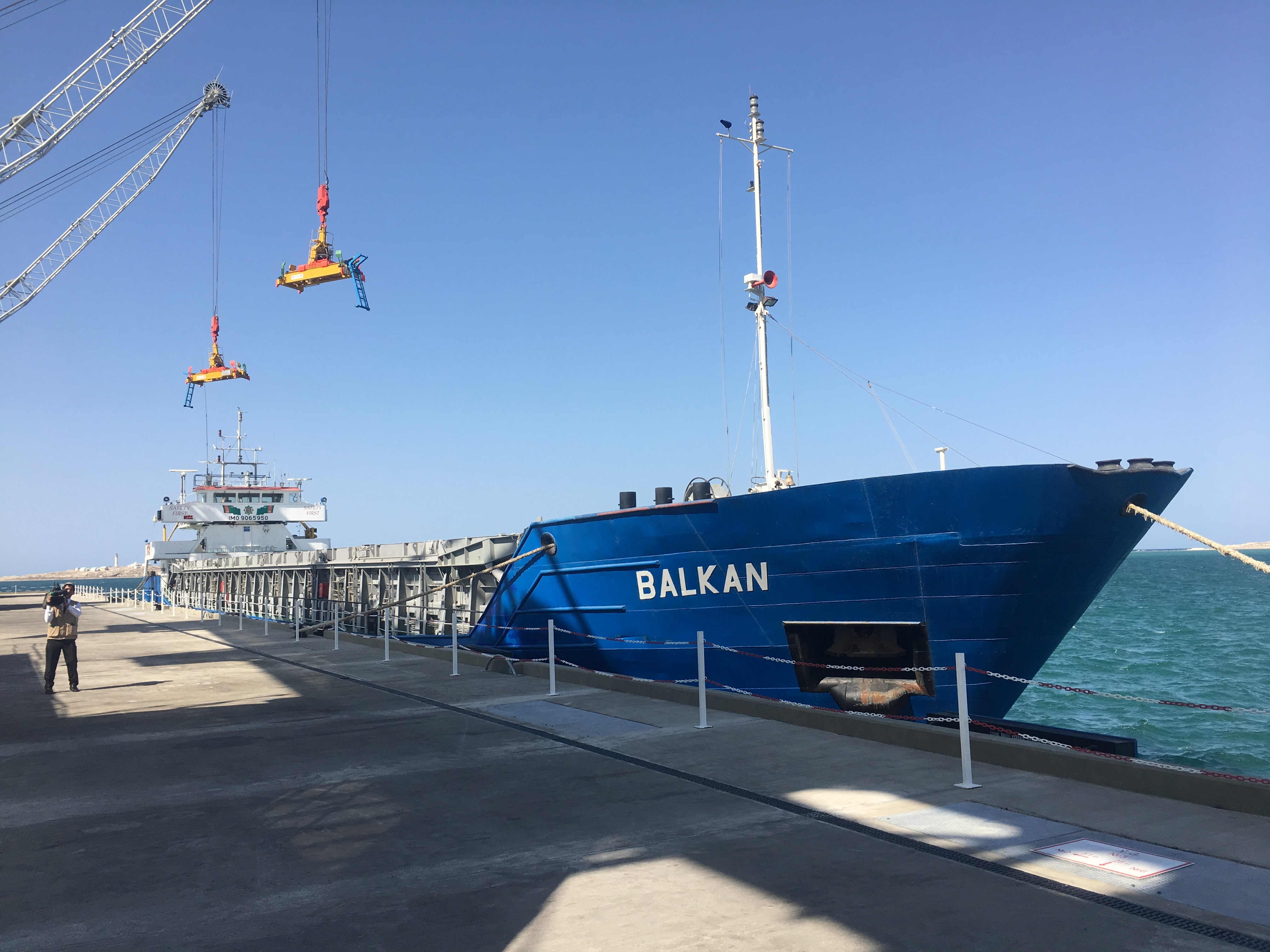
Погрузка в порту Гарабогаз. 2018 год

Город находится около богатейшей естественной «химической кладовой» Туркменистана — залива Кара-Богаз-Гол, у берегов которого в больших количествах добываются ценные виды химического сырья — сульфат натрия, глауберова соль и многие другие.
Разработку богатейших месторождений залива ведёт ПО «Гарабогазсульфат». До 2012 года данной компании принадлежала система изолированных железных дорог, которая включала в себя узкоколейную линию от разработок в заливе до завода, а также изолированную ширококолейную линию от завода до морского порта.
Новый карбамидо-аммиачный завод «Гарабогазкарбамид» стоимостью 1,35 млрд долл. США был введён в строй в сентябре 2018 года. В проекте участвовал консорциум японской Mitsubishi Corporation и турецкой строительной компании Gap Insaat. Параллельно с постройкой завода шла масштабная модернизация порта Гарабогаз. Также в панах на участке автомобильной дороги «Туркменбаши-Гарабогаз-Казахстан» намечено возведение автомобильного моста через залив Гарабогаз. С учётом перспективности работ, проводимых в городе Гарабогаз, получившем активное индустриальное развитие, президент страны распорядился ускорить разработку проекта строительства взлётно-посадочной полосы местного аэропорта, предназначенной для пассажирских и грузовых самолётов.